# 石森町
石森町（いしのもりちょう）は、昭和31年（1956年）まで宮城県登米郡北部にあった町。現在の登米市中田町石森にあたる。

## 沿革
- 明治8年（1875年）10月17日 - 水沢県による村落統合にともない、加賀野村を石森村に編入。
- 明治22年（1889年）4月1日 - 町村制施行にともない、石森村単独で村制施行。
- 明治45年（1912年）5月15日 - 町制施行し、石森町が発足。
- 昭和31年（1956年）4月1日 - 浅水村・上沼村・宝江村と合併し、中田町となる。

### 災害・事件
- 1947年7月 - 東北地方一帯が集中豪雨に見舞われ迫川支流夏川が増水。隣接する某村が自らの身らの村を守るために石森町側の堤防を切るように申し入れたが町側は却下。しかし某村側の住民が3か所で堤防破壊を強行、石森町の被害を拡大させた[1]（堤防を破壊する行為は出水及び水利に関する罪参照のこと）。

## 行政
- 歴代村長

| 代 | 氏名         | 就任                       | 退任                       | 備考 |
| -- | ------------ | -------------------------- | -------------------------- | ---- |
| 1  | 伊東真之     | 明治22年（1889年）4月22日  | 明治26年（1893年）4月7日   |      |
| 2  | 及川又左ェ門 | 明治26年（1893年）8月1日   | 明治28年（1895年）10月14日 |      |
| 3  | 二木永助     | 明治28年（1895年）2月17日  | 明治30年（1897年）5月8日   |      |
| 4  | 清野佐多治   | 明治30年（1897年）5月21日  | 明治31年（1898年）11月11日 |      |
| 5  | 清水金治     | 明治31年（1898年）11月25日 | 明治33年（1900年）8月22日  |      |
| 6  | 熊谷正太郎   | 明治33年（1900年）9月13日  | 明治35年（1902年）10月10日 |      |
| 7  | 及川又左ェ門 | 明治35年（1902年）10月11日 | 明治36年（1903年）8月23日  | 再任 |
| 8  | 二木永助     | 明治36年（1903年）10月23日 | 明治40年（1907年）4月1日   | 再任 |
| 9  | 千葉貞一郎   | 明治40年（1907年）8月8日   | 明治42年（1909年）10月30日 |      |
| 10 | 大石栄三郎   | 明治44年（1911年）2月21日  | 明治45年（1912年）5月14日  |      |

- 歴代町長

| 代 | 氏名       | 就任                       | 退任                       | 備考         |
| -- | ---------- | -------------------------- | -------------------------- | ------------ |
| 1  | 大石栄三郎 | 明治45年（1912年）5月15日  | 大正3年（1914年）3月4日    | 村長より留任 |
| 2  | 森亀治     | 大正3年（1914年）3月9日    | 大正6年（1917年）4月11日   |              |
| 3  | 二木茂平   | 大正6年（1917年）5月23日   | 大正9年（1920年）11月29日  |              |
| 4  | 伊東慎敬   | 大正10年（1921年）1月6日   | 大正12年（1923年）7月31日  |              |
| 5  | 氏家孫助   | 大正12年（1923年）9月4日   | 昭和2年（1923年）9月3日    |              |
| 6  | 麻喜徳之   | 昭和2年（1927年）9月11日   | 昭和6年（1927年）9月10日   |              |
| 7  | 伊藤音之助 | 昭和6年（1931年）9月11日   | 昭和10年（1935年）9月10日  |              |
| 8  | 氏家孫助   | 昭和10年（1935年）9月11日  | 昭和14年（1939年）9月10日  | 再任         |
| 9  | 伊藤五郎   | 昭和14年（1939年）9月11日  | 昭和16年（1941年）10月31日 |              |
| 10 | 大阪亀一   | 昭和17年（1942年）6月12日  | 昭和22年（1947年）1月31日  |              |
| 11 | 片倉正顕   | 昭和22年（1947年）4月16日  | 昭和27年（1952年）12月6日  |              |
| 11 | 大阪亀一   | 昭和27年（1952年）12月25日 | 昭和31年（1956年）3月31日  | 再任         |

## 交通

### 鉄道
- 仙北鉄道：石森駅